# زبان اشاره آمریکایی سیاه‌پوستان
زبان اشاره آمریکایی سیاه‌پوستان زبان اشاره‌ای است که توسط سیاه‌پوستان ناشنوا و کم شنوا در ایالات متحده آمریکا استفاده می‌شود. این زبان گویشی از زبان اشاره آمریکایی است و به دلیل جدایی سیاه‌پوستان در مدارس ایالت‌های جنوبی آمریکا پدید آمده‌است.